# Nils Månsson Mandelgren

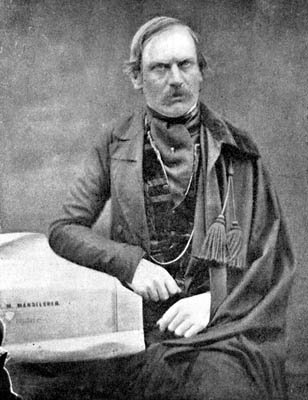
Nils Månsson Mandelgren som gammal

Nils Månsson Mandelgren, född den 17 juli 1813 i Väsby socken i Skåne, död den 1 april 1899 på Ersta diakonissanstalt i Stockholm, var en svensk folklivsforskare, konstnär och konsthistoriker.

## Utbildning
Nils Månsson Mandelgren föddes på en bondgård i Ingelsträde i Väsby socken. Föräldrarna, skomakaren Måns Svensson och Kerstin Jönsdotter, dog tidigt och barndomen var präglad av fattigdom. Tidigt visade han anlag för teckning och målning och som tolvåring tjänade han en slant med att dekorera grannböndernas skåp, väggar och kistor.
I Höganäs, där Mandelgren fick en utbildning som porträttmålare, upptäcktes han av greve Jacob Magnus De la Gardie, som placerade Mandelgren på Kungliga Konstakademiens skola i Stockholm. Efter skolan i Stockholm flyttade han till Köpenhamn och studerade arkeologi och konsthistoria. Här blev han intresserad av medeltida kyrkor och medeltida kyrkkonst. Detta intresse skulle han behålla hela livet och han ägnade större delen av sitt liv åt att rädda svenska medeltida kyrkor och konstskatter.
Han var en av de första som aktivt började dokumentera "vanliga" människor under sin egen samtid. Även de fattiga och de vanliga medborgarna hade en historia, insåg han.

## Liv och verk

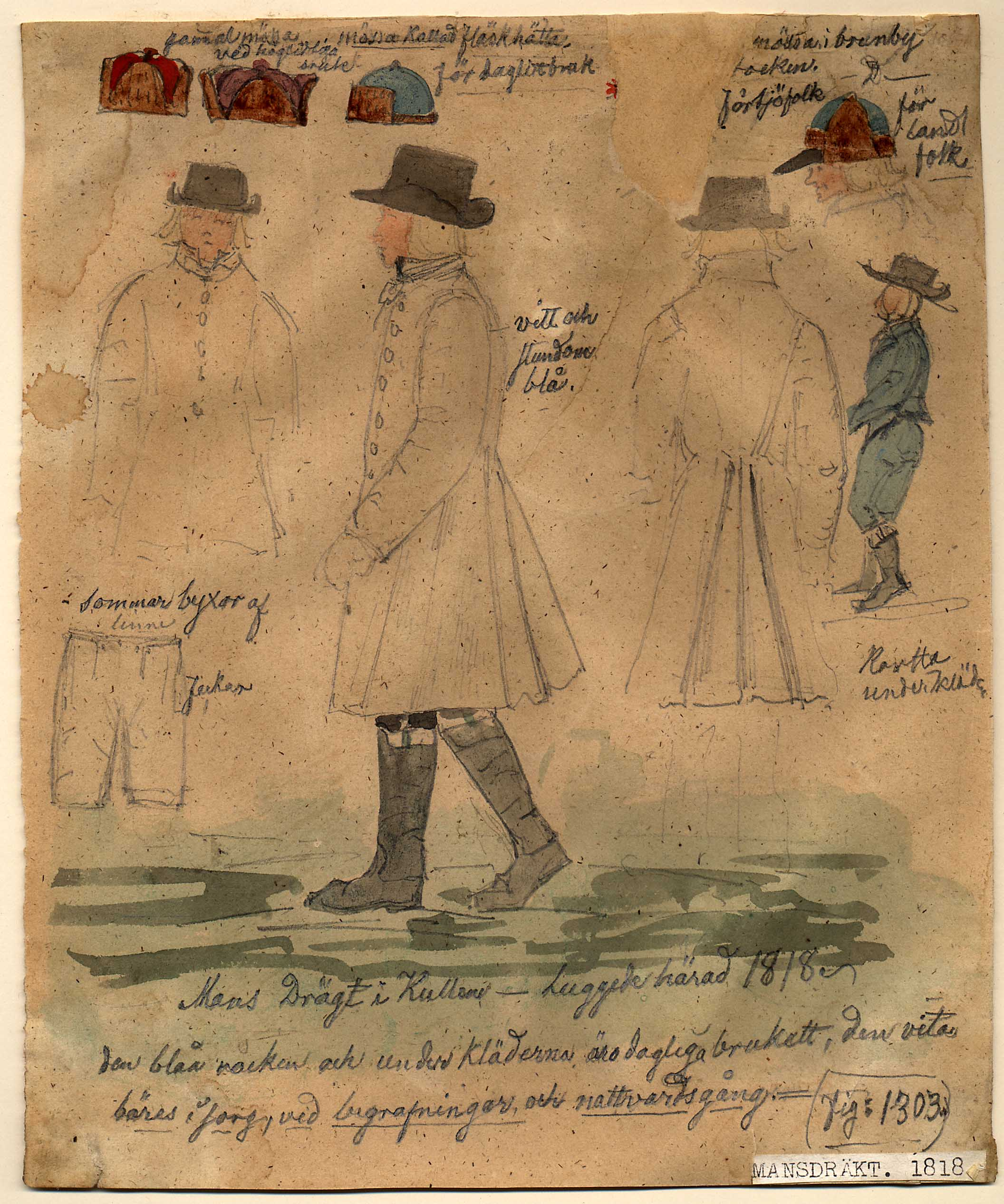
Man i Väsby socken ca 1845.

År 1841 lämnade Mandelgren Köpenhamn och begav sig på en tvåårig studieresa genom Tyskland, Italien och Frankrike. Han hade blivit en mycket skicklig tecknare och efter hemkomsten till Sverige 1843 arbetade han huvudsakligen som tecknare och konservator av äldre målningar.
Han lämnade många förslag att försköna Stockholm. Han diskuterade Nationalmuseums byggnadsfråga och försökte att få till stånd ett Tivoli efter Köpenhamns förebild. På somrarna reste han runt i Sverige med det formella uppdraget att dokumentera kyrkor och fornminnen. Men han använde tiden också för att dokumentera sin samtid, något som kan ses okontroversiellt idag, men som då sågs som något konstigt.
Nils Månsson Mandelgren arbetade för att förbättra husslöjden och konstutbildningen, framförallt utbildning för arbetarklassen.
År 1845 instiftade han Konstnärsgillet och 1847 grundade han en pensionskassa för artister och författare. Hösten 1844 startade han sin “Söndagsritskola för hantverkare” och den 6 oktober 1845 öppnades “Svenska Slöjdföreningen” på Mandelgrens initiativ. Söndagsritskolan levde kvar efter hans död och skulle senare utvecklas till Konstfack och Svenska Slöjdföreningen.
Detta år var han också biträde vid utarbetande av plan till Stockholms Tivoli.
Under resor runt om i Sverige ritade han av fornlämningar, redskap, inventarier, bostäder och klädedräkter. Han fick också möjlighet att ge ut ett planschverk, "Skandinaviska Minnesmärken från medeltiden 1855–1862". Mandelgren fick ekonomiskt stöd av Napoleon III i Frankrike till tryckning av verket.
Mellan 1864 och 1894 bodde Mandelgren på Svartensgatan 14 intill Mosebacke torg på Söder i Stockholm. Han dog 1899. Det finns ett minnesmärke i Ingelsträde över honom, vid gården där han föddes, och i Höganäs museum finns ett minnesrum tillägnat honom. Mandelgren är begravd på Sandsborgskyrkogården i Stockholm.

## Folklivsforskning

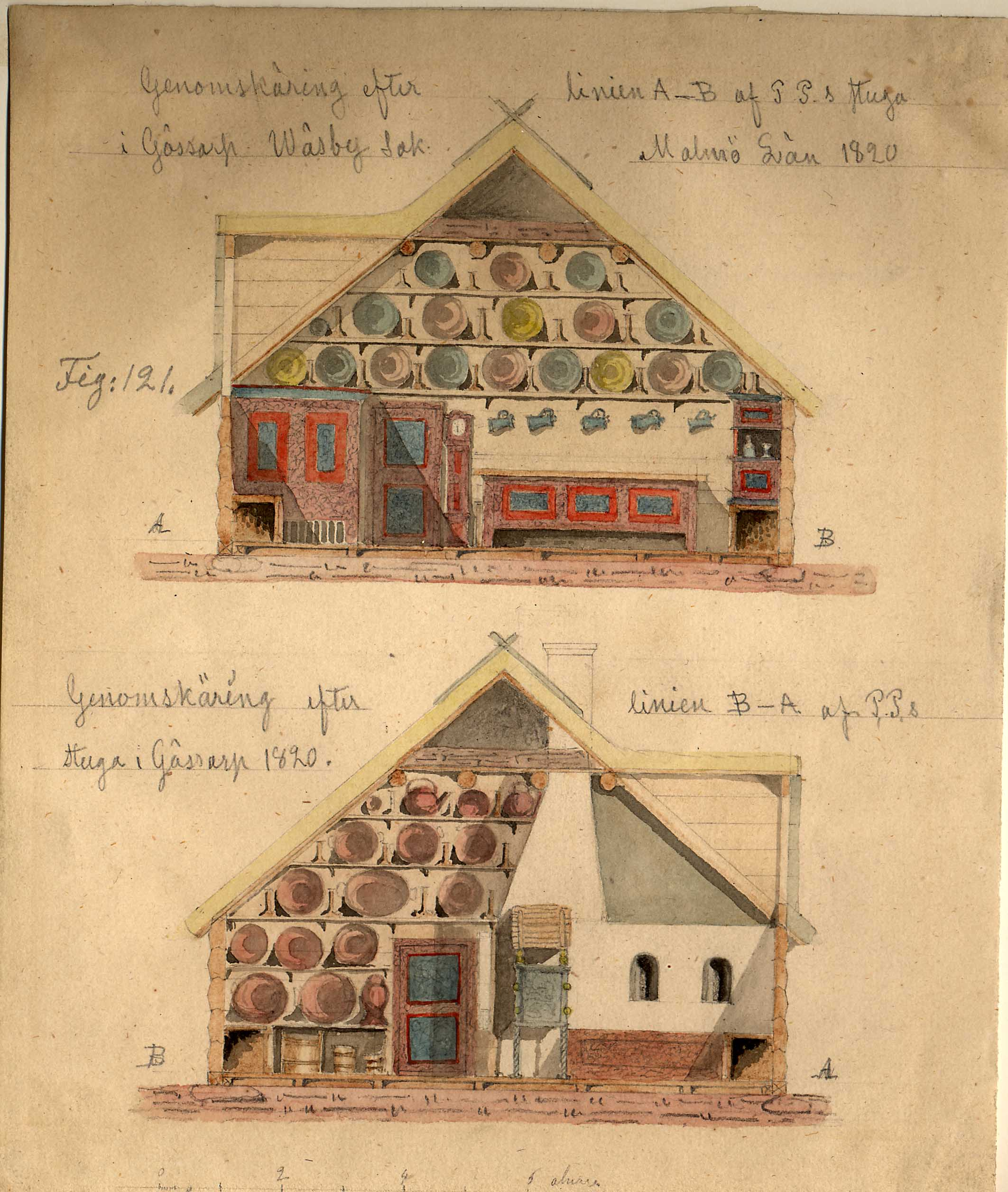
Stuga i Gössarp, Väsby socken

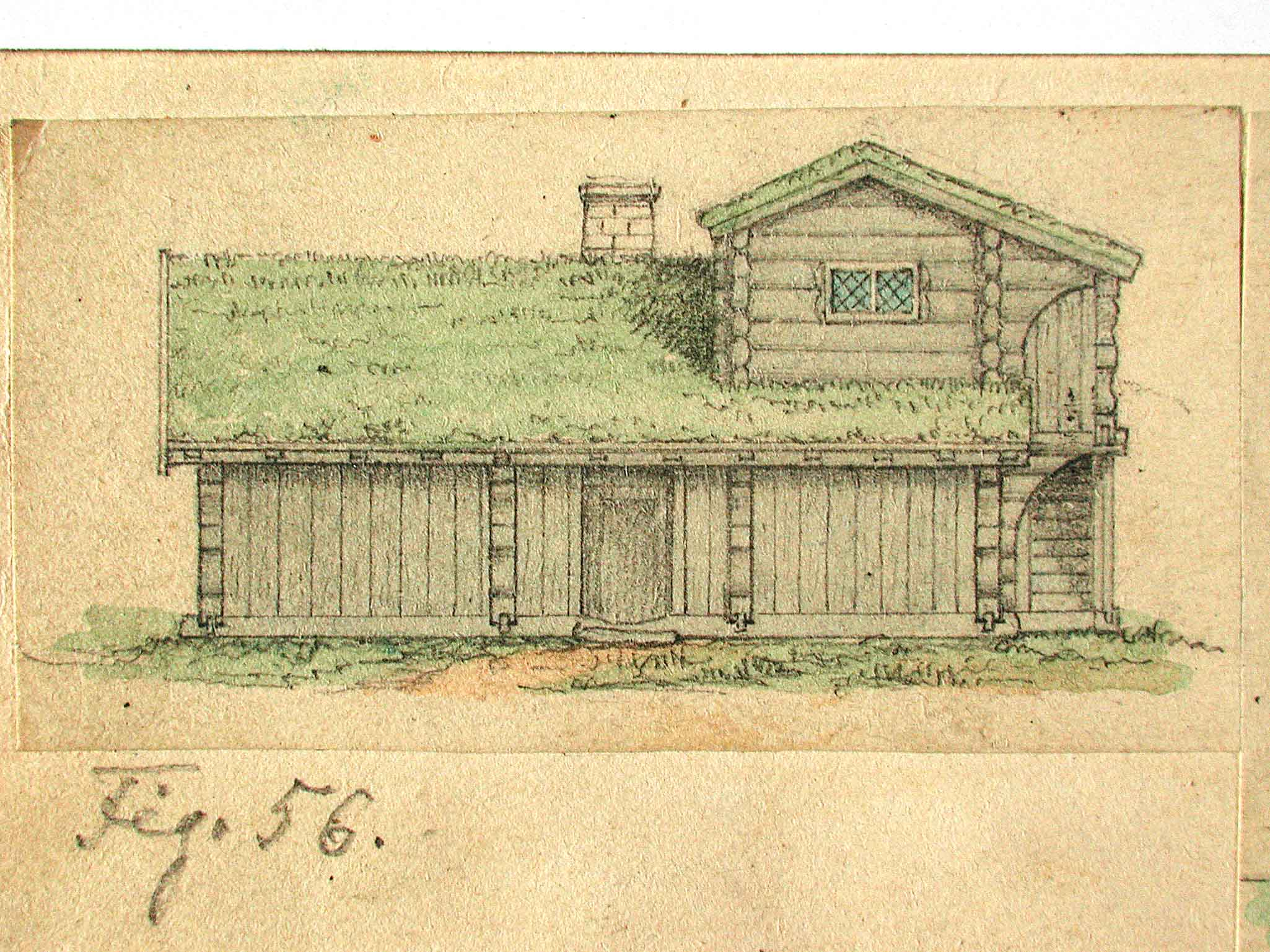
Stuga i Danhult, Väsby socken

Det är som folklivsforskare han är ihågkommen.
Han reste land och rike runt och dokumenterade sin samtida miljö, människor, och arkeologiska artefakter. Mandelgren planerade att ge ut "Atlas till Sveriges Odlingshistoria" på 1860-talet, där alla föremål och avtecknade miljöer, skulle ordnas kronologiskt. Det skulle ges ut fyrtio häften men projektet avbröts när endast fyra häften var gjorda. Det var riksantikvarien Bror Emil Hildebrand som hade ställt sig i vägen för projektet. Mandelgren är en uppkomling, ansåg han, som intresserade sig för "obetydliga saker" och som är "oförskämd och obehaglig att se på"...
Mandelgren kämpade för att bli erkänd som forskare och vetenskapsman, men blev ofta sedd över axeln inom akademiska kretsar på grund av sin brist på formell utbildning. Hildebrands kritik ska ses i det ljuset.
Underlaget till "Sveriges Odlingshistoria" finns idag på Folklivsarkivet i Lund. Det består av 30000 grafiska tryck, teckningar, akvareller, fotografier, uppsatser, brev och reseanteckningar.

## Mandelgrenska Samlingen

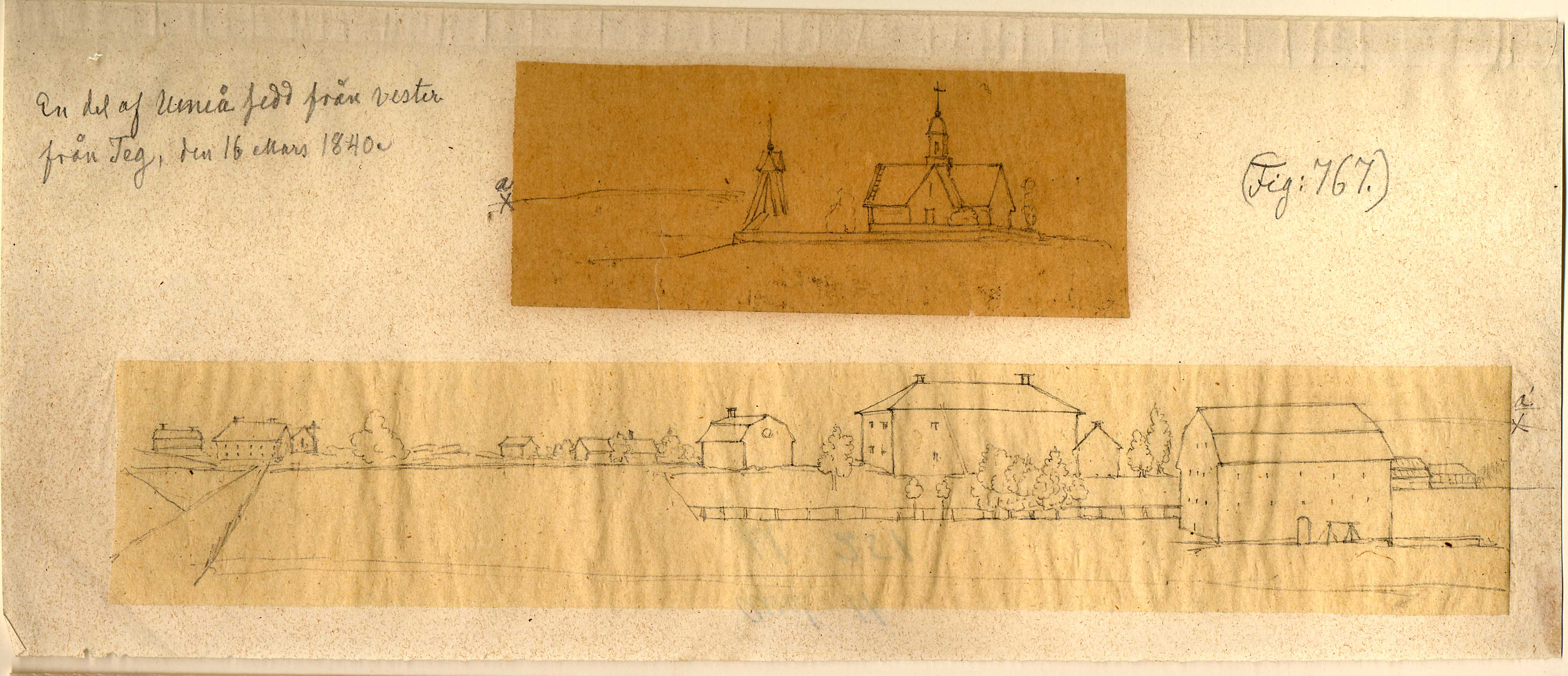
Vy över Umeå.

Hans samlingar förvaltas av Folklivsarkivet i Lund, Lunds universitet. Där finns den samling akvareller, teckningar, beskrivningar och anteckningar som skapades och sammanfördes av honom under hans liv. Samlingen omfattar ca 100 000 enheter och utgör en källa till landets kulturhistoria från äldsta tid fram till Mandelgrens samtid. Huvuddelen utgörs av teckningar och fotografier han själv gjorde under sina resor i landet.
Materialet donerades av Mandelgren till Lunds universitet 1889. År 1969 överfördes samlingen till Folklivsarkivet, varvid ett omfattande registreringsarbete påbörjades.
Mandelgrens samlingar har utgivits i landskapsvolymer, hittills omfattande Skåne, Blekinge, Öland, Södermanland, Jämtland, Dalarna, Småland och Östergötland samt översiktsarbetet "Nils Månsson Mandelgren, en resande konstnär i 1800-talets Sverige" från 1983. 2025 publicerades en omfattande antologi om Mandelgren, Nils Månsson Mandelgren och kampen för kulturens framtid i redaktion av Solfrid Söderlind och Karin Gustavsson.
Den Mandelgrenska samlingen är till stora delar digitaliserad. Materialet kan sökas genom kulturarvsdatabasen Alvin.  Samlingen är en god källa till 1800-talet för folklivsforskare, hembygdsforskare och släktforskare. Mandelgren är även representerad vid  Nationalmuseum i Stockholm och Uppsala universitetsbibliotek.